# Прохоровка (Калининградская область)
Прохоровка — посёлок в Гурьевском городском округе Калининградской области. Входил в состав Низовского сельского поселения (упразднёно в 2014 году).

## История
В 1946 году Фюнфлинден был переименован в поселок Прохоровку.

## Население
| 2002 | 2010 |
| ---- | ---- |
| 47   | ↗49  |

В 1910 году проживало 100 человек, в 1925 году - 75 человек.